# St. Pauli
St. Pauli (teljes nevén: Sankt Pauli) a németországi Hamburg városának egyik kerülete.
A kerületnek 2002-ben kb. 27 000 lakosa volt. St. Pauli 2,6 km²-en terül el az Elba folyó partján, közel Hamburg híres-hírhedt kikötőjéhez.

## Történelem
A 17. század elején ezen a területen jött létre a 'Hamburger Berg' nevű külváros Hamburg falain kívül, Altona városához közel. A név az 1620 körül védelmi célokból épített magaslatra utal, ahonnan kiválóan be lehetett látni a környéket, a dombon lévő ágyúkkal pedig tűz alá lehetett venni az ellenséget. Nemsokára a területre költöztek azok az iparosok, akik a „szaguk”, vagy az általuk keltett zaj miatt Hamburg belsejében nem voltak kívánatosak. A kötélverők (németül Reeper) is itt telepedtek le, mert itt elég helyük volt a mesterségük gyakorlására. St. Pauli leghíresebb utcája, a Reeperbahn is innen kapta a nevét.  A század végén már dologházakat és pestiskórházakat találunk a területen. A kerület a később épült templomáról kapta a nevét.

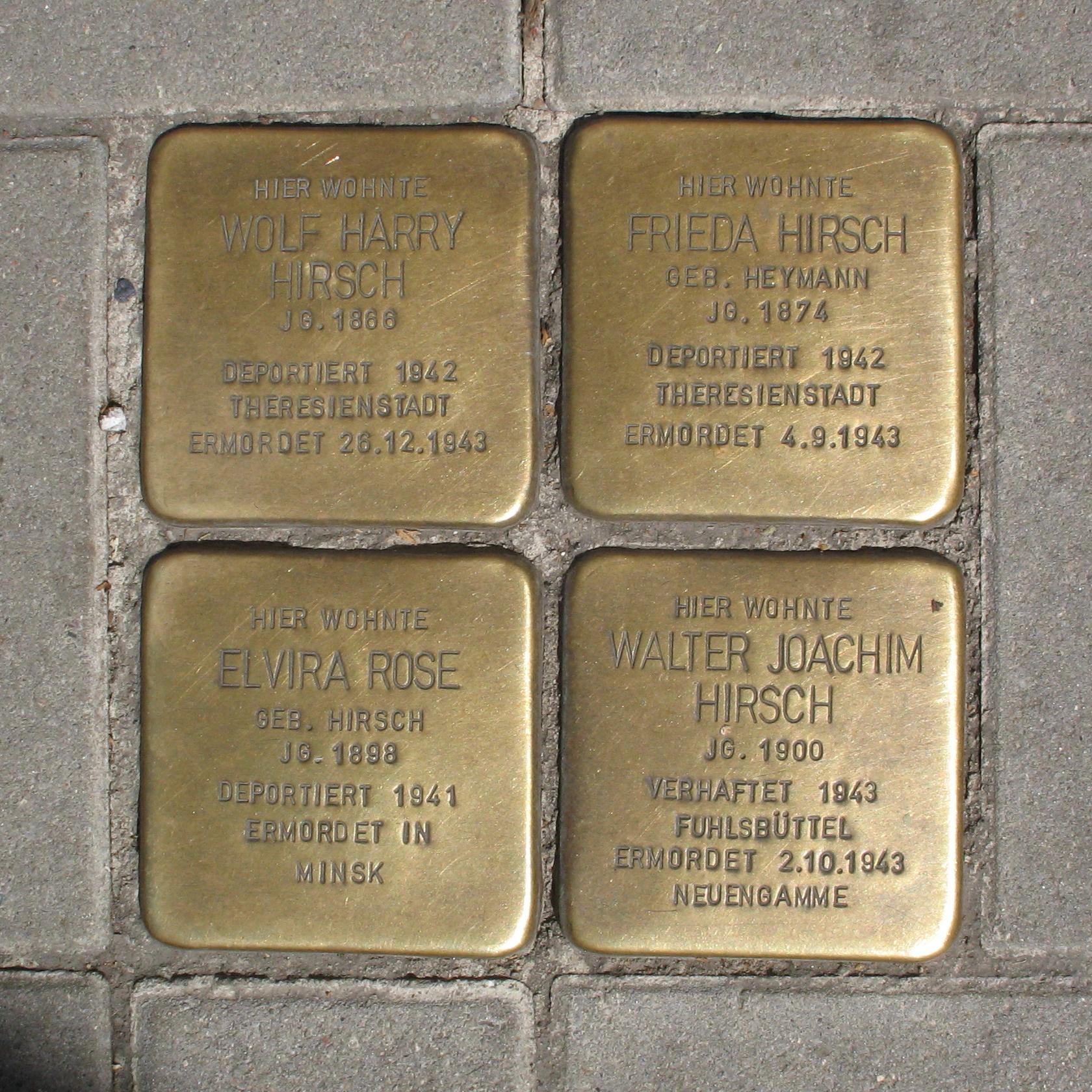
Botlatókövek

## A városról
St. Pauliban nagy hagyománya van a szórakoztatóiparnak. A hamburgi kikötőben várakozó tengerészek közül sok töltötte szabadidejét a helyi örömlányok társaságában. Mindmáig itt található Hamburg vöröslámpás negyede. St. Paulinak saját labdarúgócsapata van, az FC St. Pauli.
St. Pauli erősen kötődik a zenéhez. A Beatles is zenélt itt, még híressé válásuk előtt. Hans Albers zenész és énekes is szoros kapcsolatban van a kerülettel, ő alkotta a városrész nem hivatalos himnuszát, az „Auf der Reeperbahn Nachts um Halb Eins”-t.  A kerület a német punk mozgalmak központjaként is ismert.